# Klara Mautner
Klara Mautner (* 20. März 1879 in Wien; † 22. Oktober 1959 ebenda) war eine österreichische Journalistin und Übersetzerin.

## Leben und Werk
Klara Mautner stammte aus einer jüdischen Familie. Nach der Bürgerschule nahm sie am Konservatorium Wien Klavierunterricht und belegte den zweijährigen Lehrerinnenbildungskurs. In den folgenden Jahren arbeitete sie als Klavierlehrerin. Ihr erster derzeit bekannter Artikel stammt aus dem Jahr 1905, es handelt sich um eine Buchrezension für das "Neue Frauenleben". Schon bald verfasste sie auch Artikel für "Die Zeit", die "Neue Freie Presse" und die "Arbeiter-Zeitung".
Mit ihrem Mann, dem Arzt Jakob Mannheim, (Heirat 1907) zog Klara Mautner nach Triest, sie kehrten zu Beginn des Ersten Weltkrieges jedoch nach Wien zurück, wo Klara Mautner als Klavierlehrerin und Journalistin für verschiedene Zeitungen tätig war und sich zunehmend den Ideen der Sozialdemokratie zuwandte. Im Jahr 1920 übersetzte sie eine Sammlung norwegischer Märchen, sie fungierte auch als Herausgeberin dieses Buches. Klara Mautner verfasste Artikel für eine Vielzahl an Tageszeitungen und Zeitschriften, unter anderem auch für den linksliberalen Abend, den sozialdemokratischen Arbeiterwillen in Graz, und ab 1933 – in der Zeit des Ständestaats – für das Neue Wiener Tagblatt. Klara Mautner publizierte ihr Leben lang unter ihrem Geburtsnamen.
Klara Mautner veröffentlichte im Lauf ihrer Karriere als Journalistin viele sozialkritische Artikel, die ihre Verbundenheit mit der Sozialdemokratie dokumentieren, mehrere Artikel über Gesundheitsthemen (ihr Mann war Arzt) und viele Berichte über ihre ausgedehnten Reisen. Sie verfasste auch unzählige Theaterkritiken und Buchrezensionen.
Nach dem Anschluss Österreichs an das Deutsche Reich konnte das Ehepaar erst im Juni 1939 über Italien nach Großbritannien flüchten. In Nottingham arbeitete Mautner in einer Kleider- beziehungsweise Spitzenfabrik. Erst 1947 schrieb sie noch von Großbritannien aus wieder für die Arbeiter-Zeitung. Im Juli 1949 kehrte sie nach Wien zurück, wo sie wieder als Journalistin tätig war. Klara Mautner starb am 22. Oktober 1959 in Wien, sie ist am Zentralfriedhof begraben.

## Veröffentlichungen
- Irgendwo und irgendwann. Märchen aus allen Ländern [hrsg. und übers. von Klara Mautner]. Graphische Werkstätte, Wien 1922. Bd. 1–3. 7–10. 12. (Signatur der ÖNB: 544234-B)
- Ilse Frapan-Akunian [Nachruf] (1. Jg., Nr. 1, 1909)
- Das Weib vom Manne erschaffen. Bekenntnisse einer Frau von Hulda Garborg (Rezension) (7. Jg., Nr. 3, 1905)
- Alice Schalek. "Das Fräulein" (Klara Mautner) (7. Jg., Nr. 9, 1905)
- Einzelne Artikel in Neues Frauenleben